# Ellen Bohr
Ellen Bohr (født Adler 7. oktober 1860, død 30. november 1930).
Hun var jøde og datter af en kendt bankmand og politiker, David Baruch Adler.
Hendes søster var skolegrundlæggeren Hanna Adler.
I 1881 blev hun gift med professor i fysiologi Christian Bohr med hvem hun fik sønnerne Harald og Niels Bohr.
Ellen Bohr ses på et familieportrætmaleri af Julius Exner med hendes søstre og mor.